# Babes in Toyland (película de 1934)
Babes in Toyland es una película musical de Laurel y Hardy estrenada el 30 de noviembre de 1934. Basada en la ópera homónima de 1903 de Victor Herbert, la película fue producida por Hal Roach, dirigida por Charley Rogers y Gus Meins, y distribuida por Metro-Goldwyn-Mayer. Originalmente filmada en blanco y negro, la película también se muestra a veces en dos versiones posteriores coloreadas informáticamente.
Aunque la película de 1934 hace uso de muchos de los personajes de la obra original, así como varias de las canciones, la trama es casi completamente diferente a la de la producción original. A diferencia de la versión teatral, la historia de la película se desarrolla en su totalidad en Toyland, que está habitada por Mamá Ganso (Mother Goose; Virginia Karns) y otros conocidos personajes de cuentos de hadas.

## Reparto
- Stan Laurel como Stannie Dum.
- Oliver Hardy como Ollie Dee.
- Charlotte Henry como Little Bo-Peep.
- Felix Knight como Tom-Tom.
- Henry Brandon como Silas Barnaby.
- Virginia Karns como Mother Goose.

### Doblaje al español
Nota: Este el redoblaje en DVD 2007. El doblaje original de 1937 ha desaparecido.
- Álvaro María Sánchez - Stannie Dum
- Kepa Cueto - Ollie Dee
- Jaione Insausti - Little Bo-Peep
- Pedro Arrieta - bitzi-bitzi Araña
- Manu Heras - Silas Barnaby